# PZL Mielec

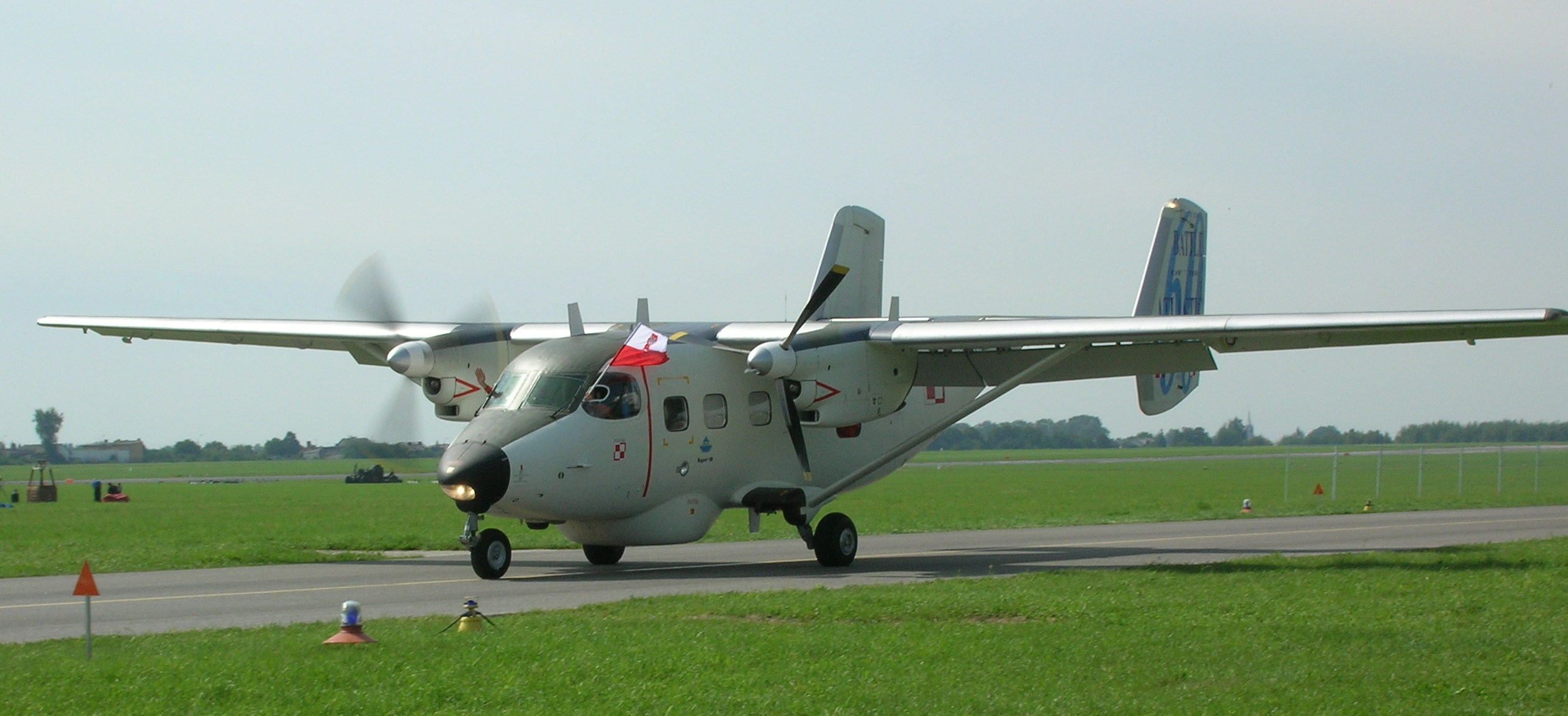
PZL M-28B Bryza 1R de la Aviación Naval de Polonia en producción actualmente por PZL Mielec

PZL Mielec (en polaco: Polskie Zakłady Lotnicze - Trabajos Aeronáuticos de Polonia), anteriormente denominada WSK-Mielec (en polaco: Wytwórnia Sprzętu Komunikacyjnego), posteriormente WSK "PZL-Mielec" es el mayor fabricante aeronáutico de Polonia, con sede en la ciudad de Mielec. Es la corporación aeroespacial más grande de la industria local de Polonia desde la postguerra, y en el año 2007 fue adquirida por parte de la firma norteamericana Sikorsky Aircraft Corporation, la cual ha retenido el logotipo y el nombre de la razón social.

## Historia

### Antes de 1945
De 1938 a 1939 la factoría de equipos mecanizados se construye en la ciudad de Mielec, y la de carrocerías y ciertos modelos de aeronaves serían construidas en la ciudad de Varsovia (dicha planta sería designada como la PZL WP-2 en polaco: Wytwórnia Płatowców 2, Planta de Aerocarrocerías Nº. 2), la que a su vez sería la planta más grande de la división, del para entonces mayor fabricante de equipo de aviación bajo la designación de una PZL. (en polaco: Państwowe Zakłady Lotnicze - Industria Estatal de Equipos de Polonia). En marzo de 1939 la primera aeronave sería manufacturada, un bombardero PZL.37 Łoś; el cual sería ensamblado de componentes entregados desde la planta n.º 1 de la firma PZL Mielec en la ciudad de Varsovia.
Durante la IIa guerra mundial, las plantas de PZL Mielec fueron ocupadas por los alemanes, en el periodo transcurrido entre el 13 de septiembre de 1939 hasta el año 1944. Durante dicha ocupación, la fábrica fue parte del fabricante germano Heinkel, al que le sería asignada la producción de las colas y los alerones de cola de los bombarderos Heinkel He 111, además sirvió como planta de reparación de las aeronaves Junkers Ju 52. En julio del año 1944 los derrotados alemanes tomaron posesión de todos los equipos y maquinarias y dejaron tan sólo las instalaciones, sin valor alguno para esa entonces, pero finalmente la producción sólo se iniciaría después de que terminara la IIaGuerra Mundial de manera oficial. 
Las plantas y maquinarias restantes de PZL Mielec serían tomadas por los soviéticos en el mes de agosto de 1945, que serían usadas como plantas de reparación de equipos; y éstas serían luego retornadas por los soviéticos el 22 de julio de 1945 bajo el mando de un nuevo gobierno polaco en control ahora aliado al gobierno comunista de esa entonces.

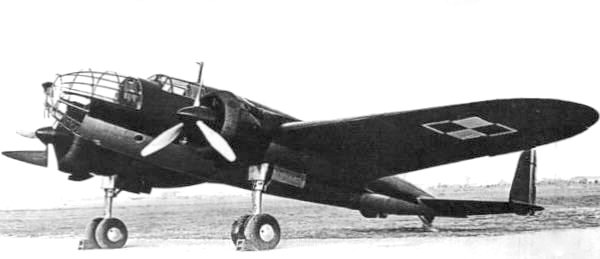
PZL.37 Łoś

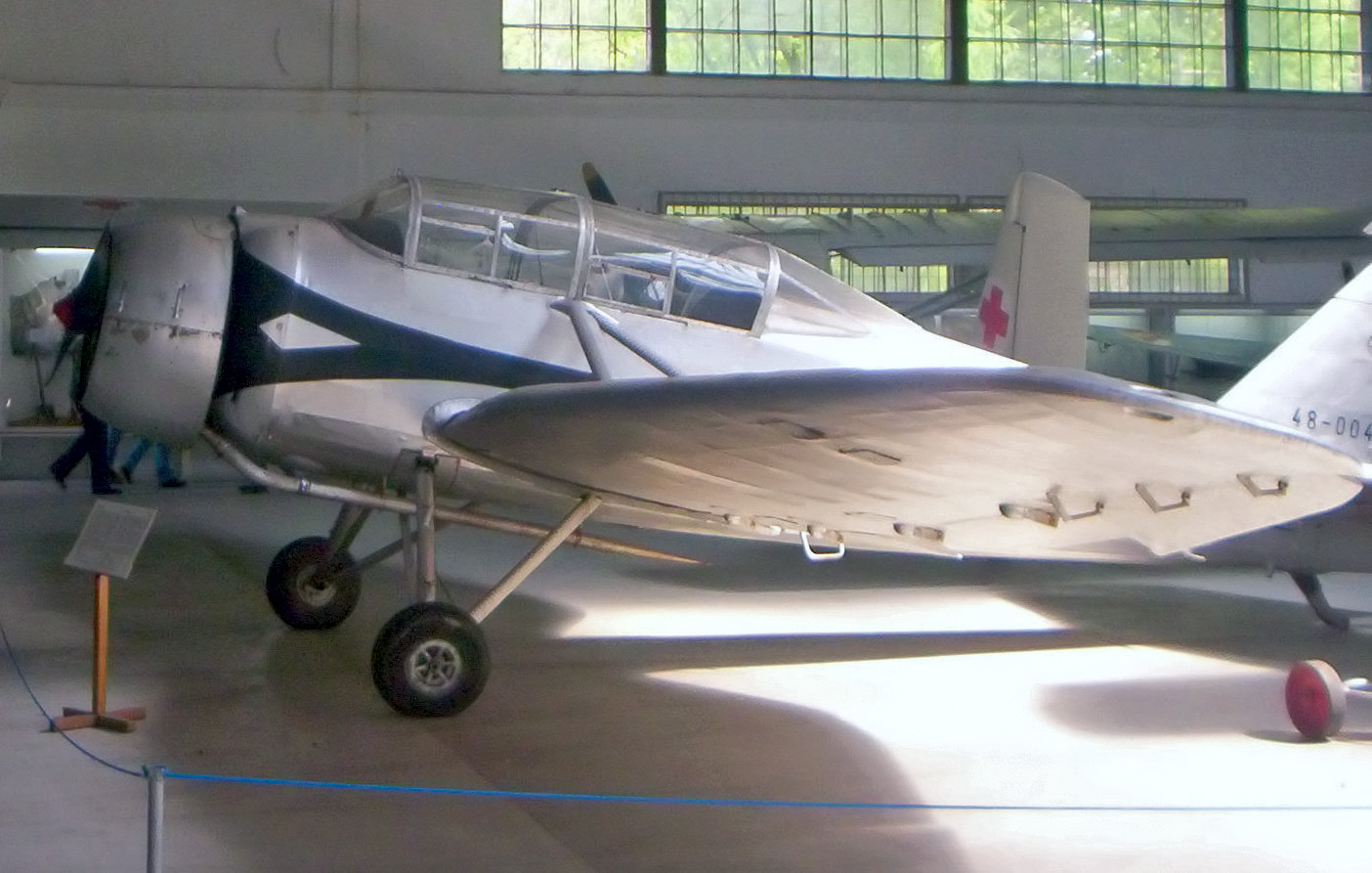
LWD Szpak-4T

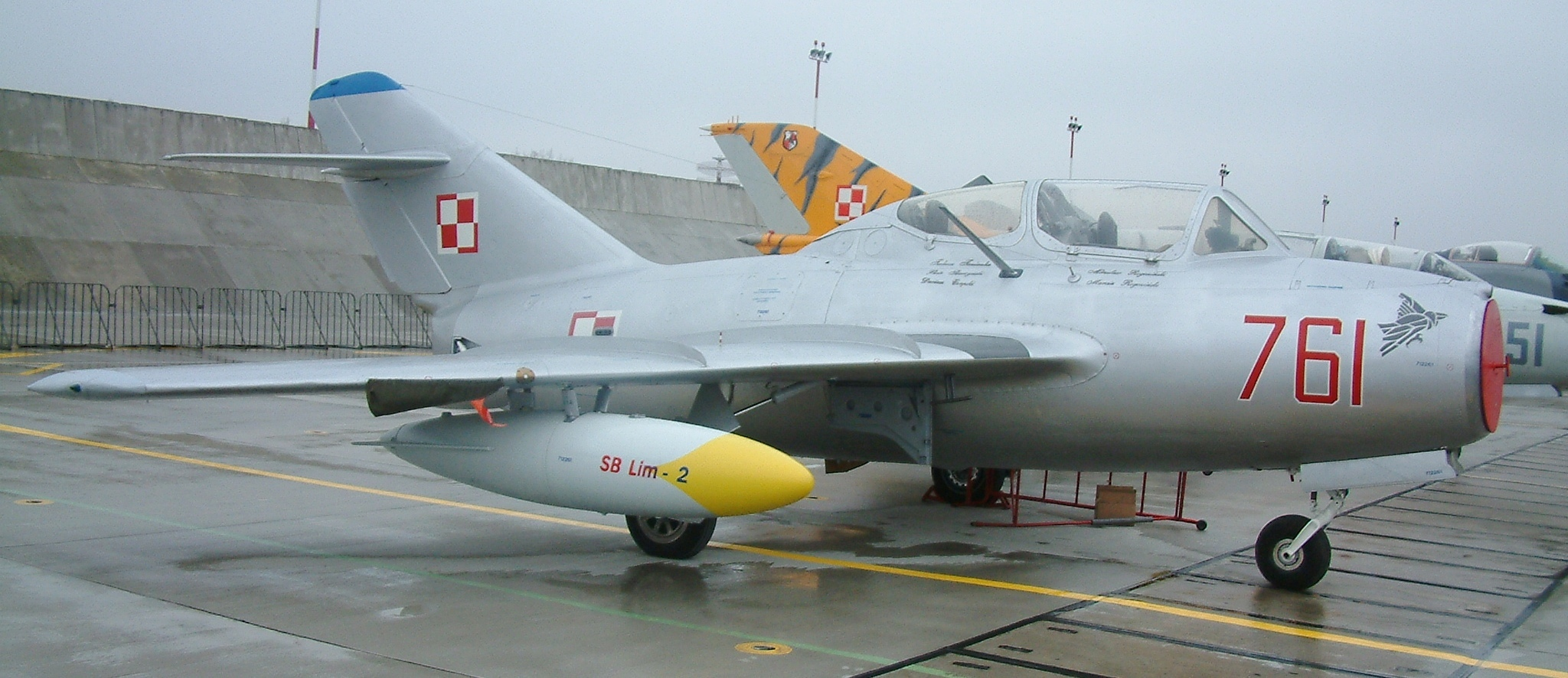
SBLim-2 (Una variante de entrenamiento del Lim-2)

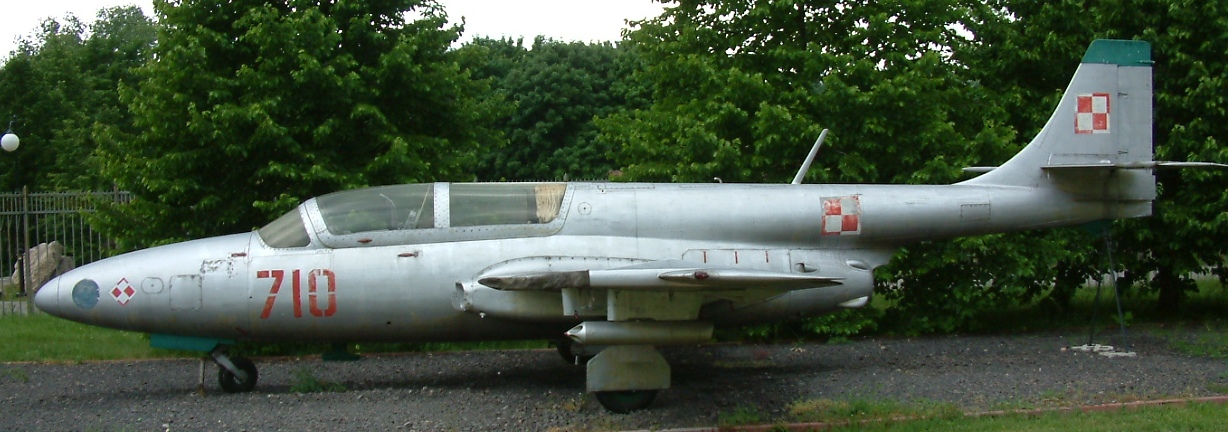
TS-11 Iskra

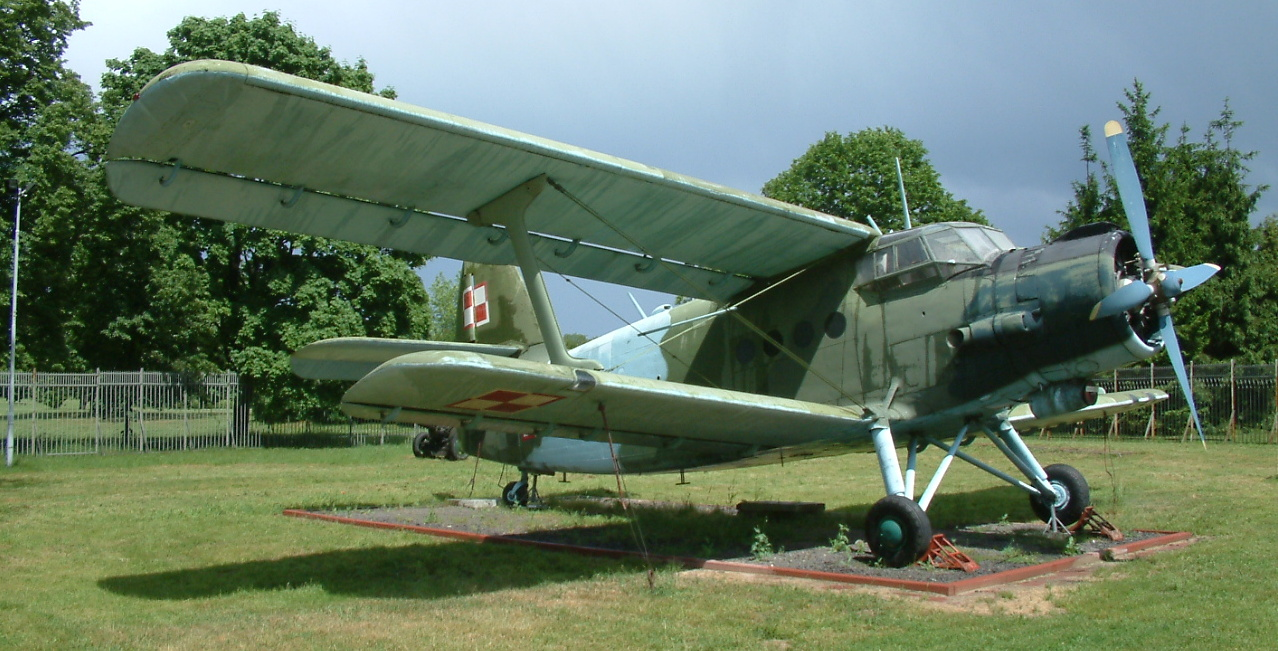
Un PZL An-2, una aeronave An-2 construida bajo licencia.

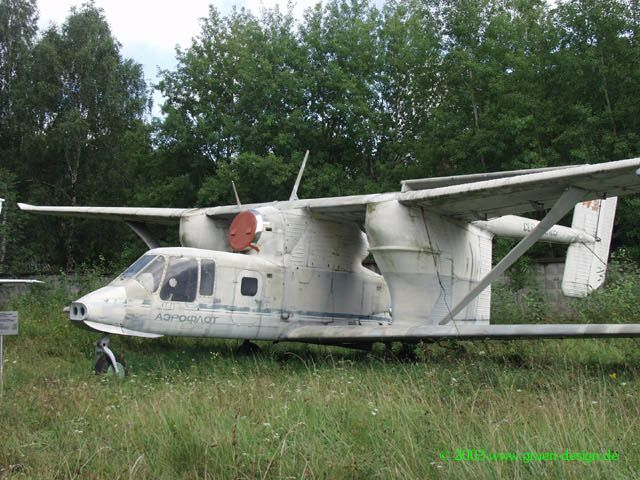
PZL M-15 Belphegor un jet de servicio y uso agrícola.

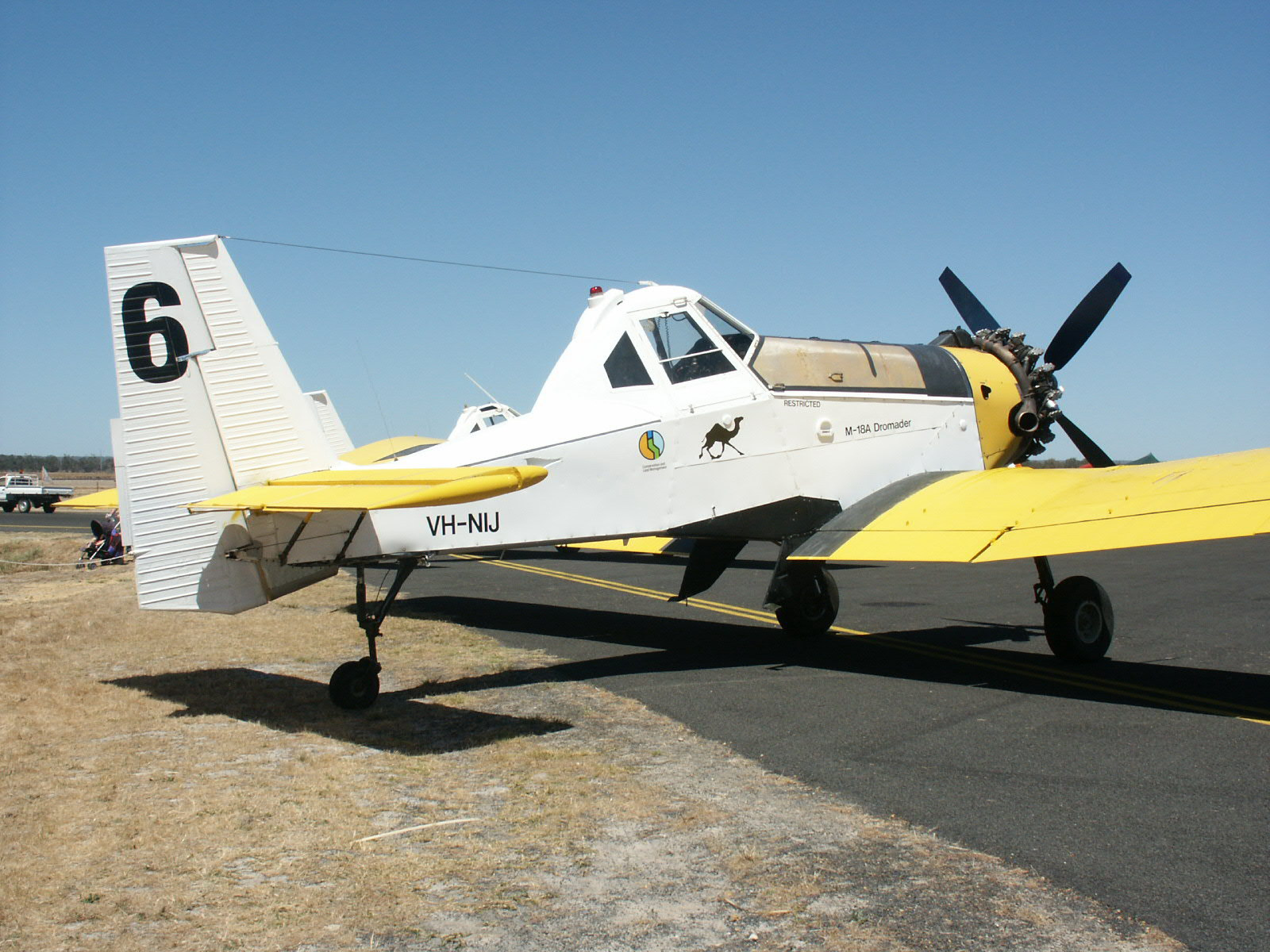
PZL M-18 Dromader

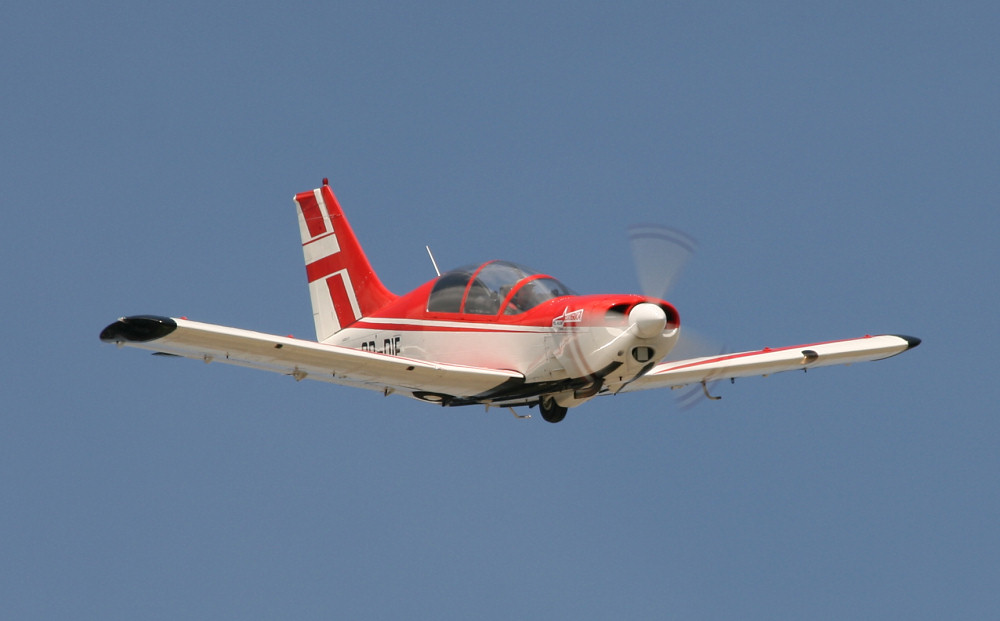
PZL M26 Iskierka

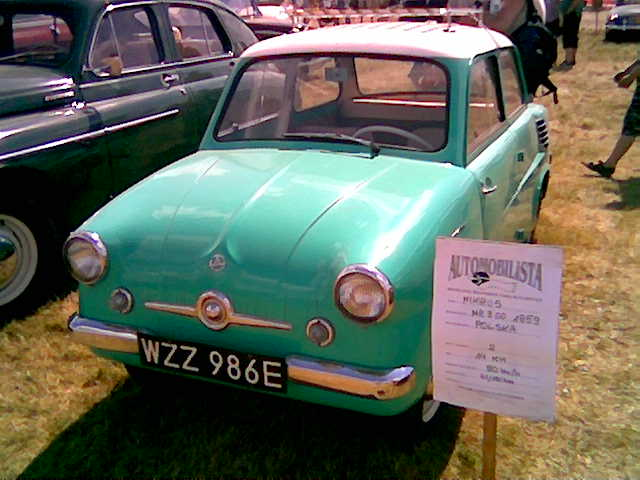
microcoche Mikrus.

### 1945 - 1991
Las instalaciones en Mielec serían redesignadas como Planta de Producción Aeronáutica n.º 1 (en polaco: Państwowe Zakłady Lotnicze (PZL) - Zakład nr 1), ahora siendo una empresa de propiedad del estado. Su primer trabajo fue el de reparación de aeronaves y el de la producción de equipos no-aeronáuticos en su gran mayoría, como carrocerías de buses, escaleras, entre muchos otros tipos de productos. Luego de muchas cavilaciones, la primera aeronave construida en las instalaciones de Mielec sería un simple aero-entrenador PZL S-1, el cual voló el 15 de noviembre de 1945 con una sola unidad construida (y otro segundo aeroplano sería construido en Polonia antes de la guerra sin ser probado). 
Las instalaciones de Mielec produjeron aviones y equipamiento aeronáutico en su mayoría bajo licencia, o bajo los planos de diseños creados en oficinas similares en Polonia. En 1948, la factoría construye un pequeño lote de 10 aeronaves utilitarias del modelo LWD Szpak-4T, diseñadas en la planta del buró de diseño LWD (el cual sería el primer diseño polaco de la posguerra). El mismo año se inicia la producción bajo licencia de la aeronave soviética Polikarpov Po-2 bajo la designación local CSS-13, con 180 ejemplares construidos para 1950 (algunos de los cuales serían coproducidos en conjunto con PZL Warszawa-Okęcie). En 1950 una pequeña serie de planeadores de diseño de la preguerra del modelo polaco Salamandra sería producido.
En 1949 la factoría sería renombrada, como toda la industria aeroespacial de Polonia para ese tiempo, como la Wytwórnia Sprzętu Komunikacyjnego – zakład nr 1, abreviado WSK-1 Mielec (Fábrica de Equipos de Comunicaciones, Planta de producción No. 1). Posteriormente retomó su anterior designación tradicional, como Fábrica de Equipos de Comunicaciones PZL-Mielec (en polaco: Wytwórnia Sprzętu Komunikacyjnego "PZL-Mielec" - WSK "PZL-Mielec"), en honor a la marca PZL.
Inicando labores bajo esta razón social desde 1950, dicha factoría desarrolló muchos avances que la hicieron crecer hasta ser la más grande fábrica de equipos aeronáuticos de Polonia. Así mismo se convirtió en la planta de producción bajo licencia de aviones de diseño soviético como los MiG-15 (producidos como el Lim-1), MiG-15bis (Lim-2), MiG-17 (Lim-5), y sus propias variantes con mejoras propias de diseño polaco: el entrenador SBLim-1 y 2, y una variante de ataque; el Lim-6. Los primeros Lim-1 se manufacturaron desde kits de ensamble soviéticos en el año 1952, y la producción a escala se empezó en 1953. Cerca de 1500 Lim-1 y 2 se construyeron entre 1964 y 1970. Entre los años 1957-1960 se habían producido cerca de 250 entrenadores de motor a pistón TS-8 Bies. Y desde 1963, se inicia la producción de un avión a reacción de entrenamiento de diseño y construcción totalmente polaca, el TS-11 Iskra, al que de inmediato se le asignó el rol de entrenador básico en la aviación militar de Polonia. Su sucesor, diseñado en parte por PZL Mielec, el PZL I-22 Iryda; apareció, sin embargo siendo considerado como una falla de diseño y un desastre por diferentes razones, más que todo; por la constante falta de apoyo del gobierno y la consuetudinaria escasez de fondos, y tan sólo un pequeño lote de dichas aeronaves fue entregado al servicio.
La aeronave en su producción más numerosa es sin duda el Antonov An-2, una aeronave utilitaria y de origen soviético, producida desde 1960 en diferentes variantes. Con más de 13000 de estas aeronaves manufacturadas para el año 1991, muchas de origen soviético; pero usadas a su vez en Polonia y otras naciones del globo terráqueo por exportaciones hechas dada su fiabilidad, robustez y precio asequible. 

### 1991-presente
Desde 1984, PZL Mielec se convertiría en el exclusivo productor de aeronaves de diseño soviético de tipo STOL de configuración de transporte en el modelo Antonov An-28. Este sería consecuentemente desarrollado por Mielec y a su vez modernizado en numerosas variantes como el PZL M-28 Skytruck/Bryza, que está equipado con aviónica y muchos componentes occidentales, el cual es ofrecido al Ejército, la Armada y a la Fuerza Aérea, con un éxito relativo, a su vez que es usado como un avión de control y vigilancia marítima. 
Aparte de las licencias de producción soviéticas, PZL-Mielec ha diseñado diferentes y numerosas aeronaves en las décadas de los años 50 y 60, pero nunca entraron en producción (como el PZL S-4 Kania, el PZL M-2 y el PZL M-4 Tarpan). Muchos modelos de más categoría eran construidos mediante acuerdos de cooperación y los diseños polacos eran tomados por parte de otras naciones del entonces orbe comunista o por la misma Unión Soviética para sus industrias aeronáuticas. En 1973, y con la ayuda de la Unión Soviética, se diseñó el único avión a reacción de uso agrícola en el mundo, el avanzado WSK-Mielec M-15 Belphegor; construido entre 1976-1981 por un pedido expreso soviético. De otro lado, en ésta fábrica se inició la cooperación con varios fabricantes norteamericanos, y sus resultados fuenon una serie muy exitosa de aviones de uso agrícola, como el M-18 Dromader; y cuyo primer vuelo tuvo lugar en el año de 1976 y se produce y se sigue mejorando hasta años tan recientes como 2007. Con más de 740 unidades producidas, muchas de estas exportadas a naciones occidentales ha sido un relativo éxito para la empresa. Aparte, WSK-Mielec ha iniciado la producción de diferentes aeronaves ahora bajo licencia de productores aeronáuticos occidentales, como es el caso del PZL M-20 Mewa, un avión utilitario que es una versión hecha bajo licencia de un Piper Seneca, pero la producción de dicha aeronave fue de unas pocas unidades. Parcialmente basado en el M-20, la empresa desarrolló de manera exitosa un entrenador ligero, el PZL M-26 Iskierka y éste es producido para el mercado civil desde 1988.

### Presente y futuro
En octubre de 1998, y en el marco de las privatizaciones de empresas estatales, la fábrica WSK "PZL-Mielec" sería convertida en una empresa bajo control estatal nuevamente y sería llamada ahora Polskie Zakłady Lotnicze Sp.z o.o. (Trabajos Aeronáuticos de Polonia), abreviado: PZL Mielec (a la que no debe confundirse con la empresa Państwowe Zakłady Lotnicze de preguerra).
El 16 de marzo de 2007 PZL Mielec fue adquirida poor el consorcio aeronáutico estadounidense Sikorsky Aircraft Corporation, la que a su vez es una compañía del conglomerado de United Technologies Corporation (UTX). Aparte de otras negociaciones y tratados, PZL Mielec sería usada como otra planta para líneas adicionales de ensamblaje final para productos de la compañía, como el helicóptero medio utilitario S-70 Blackhawk.
Dadas las circunstancias de dicha transacción (en la que no hubo subasta pública alguna), y en donde su puesta en venta fue duramente criticada por la prensa y sectores nacionalistas dentro del Ejército y otras ramas militares de Polonia, en la que se sugiere que el precio de esta venta (56.1 millones de Zlotys), debido al fuerte trabajo de lobbying pro-norteamericano; se dejó a precio de ganga. Así mismo se ha dicho que en ciertos modelos de aeronaves, que se ofertan a los entes militares de Polonia interesados, en tratos de diciembre de 2008; dichas aeronaves eran ofrecidas a precio de nuevas y con un sobreprecio de entre 2-3 veces el precio normal, y por un lote muy pequeño (siendo sólo 12 aparatos) del modelo M-28B, lo que es considerado incluso por los expertos un precio irracionalmente elevado, inclusive para un aparato de exportación.

### Producción no-aeronáutica
En dicha factoría no se hacía solamente la producción de elementos para y de aeronaves completas, sino también eran construidos otra clase de productos, tales como los carros de bomberos (en 1948), refrigeradores (entre 1954 y 1966), así como automóviles; tal y como en el caso del Mikrus MR-300, un modelo de microcoche fabricado entre 1956 y 1960, con 1728 unidades producidas, así como las carrocerías de camiones y coches refrigerados (entre 1962 a 1974), vehículos para unidades de TV móviles (desde 1965), equipos de sistemas de inyección de combustible (desde 1964), motores diésel bajo licencia de la firma inglesa Leyland Motors (desde 1967), y de varios modelos de vehículos utilitarios y carritos de golf eléctricos bajo la marca Melex (desde 1970, muchos de los cuales fueron exportados a Estados Unidos en esta década, y luego los comercializarían bajo dicha marca de manera totalmente autónoma). En 1993 la división de equipos de inyección de combustible, la Wytwórnia Aparatury Wtryskowej "PZL Mielec"; sería escindida en una compañía totalmente separada en una sociedad de responsabilidad limitada.

## Listado de aeronaves
Las aeronaves más importantes fabricadas o diseñadas por el buró PZL Mielec enlistadas a continuación son relacionadas en lo posible por orden cronológico. La fecha del primer prototipo funcional y su paso a su producción serial es a su vez enunciado de manera informativa ("entre comillas" para aquellas aeronaves que no se produjeron y/o volaron).
| LWD Szpak-4T                   | monomotor, utilitario / turismo, de ala baja, 1945/1948                                                                         |
| CSS-13                         | monomotor, biplano multirol, 1948 (copia bajo licencia del Polikarpov Po-2)                                                     |
| TS-8 Bies                      | monomotor, entrenador militar de ala baja; únicamenet un prototipo, 1955/1957                                                   |
| WSK-Mielec M-4 Tarpan          | monomotor, entrenador de ala baja; únicamenet un prototipo, 1961/-                                                              |
| PZL An-2                       | monomotor, biplano de transporte / multirol, 1960 (copia bajo licencia del An-2)                                                |
| Lim-1                          | monoturbina, avión caza, 1953 (copia bajo licencia del MiG-15)                                                                  |
| Lim-2                          | monoturbina, avión caza, 1954 (copia bajo licencia del MiG-15bis)                                                               |
| SBLim-1/SBLim-2                | monoturbina, entrenador (variante desarrollada a partir del Lim-1/2)                                                            |
| Lim-5                          | monoturbina, avión caza, 1956 (copia bajo licencia del MiG-17)                                                                  |
| Lim-6                          | monoturbina, avión de ataque, 1961 (variante del Lim-5)                                                                         |
| PZL TS-11 Iskra                | monoturbina, entrenador militar, de ala media, 1960/1963                                                                        |
| WSK-Mielec M-15 Belphegor      | monomotor, avión de uso agrícola; biplano 1973/1976                                                                             |
| PZL-Mielec M-18 Dromader       | monoturbina, avión de uso agrícola; de ala baja 1976/1978                                                                       |
| M-20 Mewa                      | bimotor, avión de ala baja multirol, 1979/1989 (licencia del Piper Seneca)                                                      |
| M-21 Dromader Mini             | monomotor, avión de uso agrícola; de ala baja -/-                                                                               |
| PZL M-24 Dromader Super        | monomotor, avión de uso agrícola; de ala baja 1987/-                                                                            |
| PZL-Mielec M-25 Dromader Mikro | monomotor, avión de uso agrícola; de ala baja -/-                                                                               |
| PZL M-26 Iskierka              | monomotor, entrenador de ala baja, 1986/?                                                                                       |
| PZL M-28 Skytruck / Bryza      | Bimotor turbohélice, avión de transporte ligero / transporte militar; de ala alta, 1984 (mejora y desarrollo del Antonov An-28) |
| PZL I-22 Iryda                 | biturbina, entrenador militar; de ala alta, 1985/1992 (en pequeñas cantidades)                                                  |
| S-70i Blackhawk                | helicóptero medio utilitario |

### Desarrollos relacionados
- Anexo:Aeronaves de la Fuerza Aérea de Polonia